# Dopinghärvan inom nordamerikansk trav- och galoppsport
Dopinghärvan inom nordamerikansk trav- och galoppsport uppmärksammades i början av mars 2020, då FBI gjort tillslag mot flera toppnamn inom den amerikanska trav- och galoppsporten. Inledningsvis åtalades 27 trav- och galopptränare samt veterinärer misstänkta för dopning, vilket senare ökades till 29 personer.

## Åtal
Bland de åtalade fanns galopptränaren Jason Servis, samt travtränaren Chris Oakes, som bland annat var tränare till världsrekordhållaren Homicide Hunter. FBI ägnade sig åt spaning och telefonavlyssning under lång tid, något som hjälpte åklagarna att bestämma sig för att väcka åtal. Enligt uppgifter ska tre travhästar i tränaren Rene Allards stall avlidit efter att ha fått i sig otillåtna dopningsmedel, och även hästar i galopptränaren Jorge Navarros stall uppges ha avlidit. De åtalade riskerade långa fängelsestraff och att få sina licenser indragna på livstid.
Tillslaget applåderades bland annat av kusklegendaren John Campbell och svenska tränaren Marcus Melander.

## Inblandade
| Namn             | Roll       | Erkänt | Dömd | Dom                                                    | Noter |
| ---------------- | ---------- | ------ | ---- | ------------------------------------------------------ | --- |
| Rene Allard      | Tränare    |        |      |                                                        | Enligt uppgifter ska tre travhästar i Allards stall avlidit efter att ha fått i sig otillåtna dopningsmedel. Allard hävdar att han är oskyldig. |
| Jason Servis     | Tränare    |        |      |                                                        | I mars 2020 åtalades Servis misstänkt för doping, då FBI gjort tillslag mot flera toppnamn inom den amerikanska trav- och galoppsporten. Servis namn uppmärkammades igen i augusti 2021 då veterinären Kristian Rhein erkänt att han sålt dopingklassade preparat till bland andra Servis. Servis riskerar fem års fängelse och böter. |
| Richard Banca    | Tränare    |        |      |                                                        | I mars 2020 åtalades Banca, då hans fastighet i Middletown i New York söktes igenom, och FBI hittat flera olagliga preparat, samt handskrivna lappar med instruktioner för att använda preparaten. Banca misstänks ha samarbetat med Louis Grasso och Conor Flynn. |
| Louis Grasso     | Veterinär  |        |      |                                                        | Grasso åtalades i mars 2020 för att ha tillverkat, köpt och sålt tusentals flaskor illegala preparat. Minst en häst har avlidit. Grasso misstänks ha samarbetat med Richard Banca och Conor Flynn. |
| Conor Flynn      | Tränare    |        |      |                                                        | Flynn misstänks ha samarbetat med Richard Banca och Louis Grasso. |
| Nick Surick      | Tränare    |        |      |                                                        | Från och med 2011 har Surick ägt eller delägt flera hästar som tränats av Jorge Navarro. 2019 tog Surick 367 segrar, varav 53 av dessa på Freehold Raceway, 42 fler än tvåan. Surick var även delägare av hästen Sassy Chub som testades positivt för dexametason efter ett lopp på Monmouth. Tränaren Aparna Battula stängdes av efter att flera nålar och kanyler hittats tillsammans med förbjudna substanser. |
| Donato Poliseno  | Försäljare |        |      |                                                        | [ 20 ] [ 19 ] |
| Thomas Guido III | Tränare    |        |      |                                                        | [ 20 ] [ 19 ] |
| Chris Marino     | Tränare    |        |      |                                                        | [ 20 ] [ 19 ] |
| Rick Dane Jr.    | Tränare    |        |      |                                                        | [ 21 ] |
| Michael Kegley   | Försäljare |        |      |                                                        | I juli 2021 erkände försäljaren Michael Kegley att han samarbetat med flera tränare och veterinärer, och därvid förfalskat etiketter på förbjudna preparat. Kegley sålde bland annat preparatet SGF-1000, som hästen Maximum Security haft i kroppen under 2019 års Kentucky Derby. |
| Scott Robinson   | Försäljare |        |      | - 18 månaders fängelse - 3,4 miljoner dollar i böter   | I september 2020 erkände försäljaren Scott Robinson att han mellan 2011 och mars 2020 sålt förbjudna medicinska produkter till personer inom hästsporten, bland annat bloddopningspreparat. Han har också sålt falska preparat till ett värde av flera miljoner dollar. Han dömdes i mars 2021 till 18 månaders fängelse och 3,4 miljoner dollar i böter. |
| Sarah Izhaki     | Försäljare |        |      | - Elektronisk fotboja i 12 månader - 3 års övervakning | I september 2020 erkände försäljaren Sarah Izhaki att hon sålt falska preparat i syfte att dopa tävlingshästar. Hon riskerade upp till 18 månaders fängelse, men efter att hon försökt ta sitt liv, ändrades domen till elektronisk fotboja i 12 månader, samt 3 års övervakning. |
| Scott Mangini    | Försäljare |        |      | - 18 månaders fängelse                                 | I april 2021 erkände sig försäljaren Scott Mangini skyldig till att han sålt dopingklassade preparat, och preparat med falska etiketter på. Mangini använde flera webbsidor för att sälja preparaten, som han bland annat kallat för “Blast Off Red Blood Builder”, “Extreme Explosion”, “Oral Epo” och “Green Speed”. Mangini dömdes i september 2021 till 18 månaders fängelse |
| Jorge Navarro    | Tränare    |        |      | - 5 års fängelse                                       | I augusti 2021 erkände galopptränaren Jorge Navarro att han injicerat sina hästar med förbjudna preparat, kallat för "monkey” eller “red acid". Navarro har vunnit prispengar på över 34 miljoner dollar under sin karriär, bland annat med hästen X Y Jet, som sprang in över 3 miljoner dollar, och som dog i en mystisk hjärtattack i januari 2020. Navarro riskerar fem års fängelse och har gått med på att betala ca 25 miljoner dollar i böter. Då Navarro ursprungligen är från Panama, riskerar han dessutom att utvisas från USA på livstid. Navarro dömdes till 5 års fängelse den 17 december 2021.                                                        |
| Kristian Rhein   | Veterinär  |        |      | - 3 års fängelse                                       | I augusti 2021 erkände veterinären Kristian Rhein att han sålt dopingklassade preparat till bland annat galopptränaren Jason Servis. Rhein riskerar fängelsestraff på upp till tre år. Den 5 januari 2022 dömdes Rhein till tre års fängelse. |
| Marcos Zulueta   | Tränare    |        |      | - 33 månaders fängelse                                 | I början av oktober 2020 framkom det att galopptränaren Marcos Zulueta skulle ha ett förhör, där han eventuellt skulle erkänna sig skyldig till dopningsanklagelser. I en konversation mellan Zulueta och Jorge Navarro, har de diskuterat olagliga preparat, och bland annat beskrivit ett av dem som "en milkshake som inte syns på prov". I en annan konversation mellan sig pratar de om riskerna med att vinna för ofta med dopade hästar. Zulueta dömdes den 24 februari 2022 till 33 månaders fängelse. |
| Chris Oakes      | Tränare    |        |      | - 3 års fängelse - ca 600 000 kronor i böter           | I slutet av oktober 2021 erkände travtränaren Chris Oakes, som bland annat tränat den världsrekordhållaren Homicide Hunter, att han köpt dopingklassade preparat, som han gett sina hästar, för att de skulle få en otillåten fördel. Oakes riskerar upp till tre år i fängelse. Oakes väntades få sin dom den 17 februari 2022 och den 4 mars 2022 dömdes Oakes till 36 månaders fängelse. Han ska även betala cirka 600 000 kronor i böter utöver fängelsetiden. |
| Seth Fishman     | Veterinär  |        |      |                                                        | Fishman är anklagad för att ha sålt preparat med falska etiketter på, samt sålt dopingklassade preparat till flera tränare. Åklagare yrkar på att Fishman var del i den stora dopinghärvan, och sålt preparat till åtalade Jorge Navarro och Jason Servis, samt två dussin andra tränare. Under rättegången spelade åklagaren upp avlyssnade samtal mellan Navarro och Fishman. Ett namn som förekom i de avlyssnade samtalen var Mohammed bin Rashid Al Maktoum, shejk i Dubai, och ägare av det internationella storstallet Godolphin Racing. I ett samtal hörs Fishman diskutera ett “program” värt 2 miljoner dollar med Al Maktoums veterinärklinik Dubai Equine. |